# Vögte de Plauen

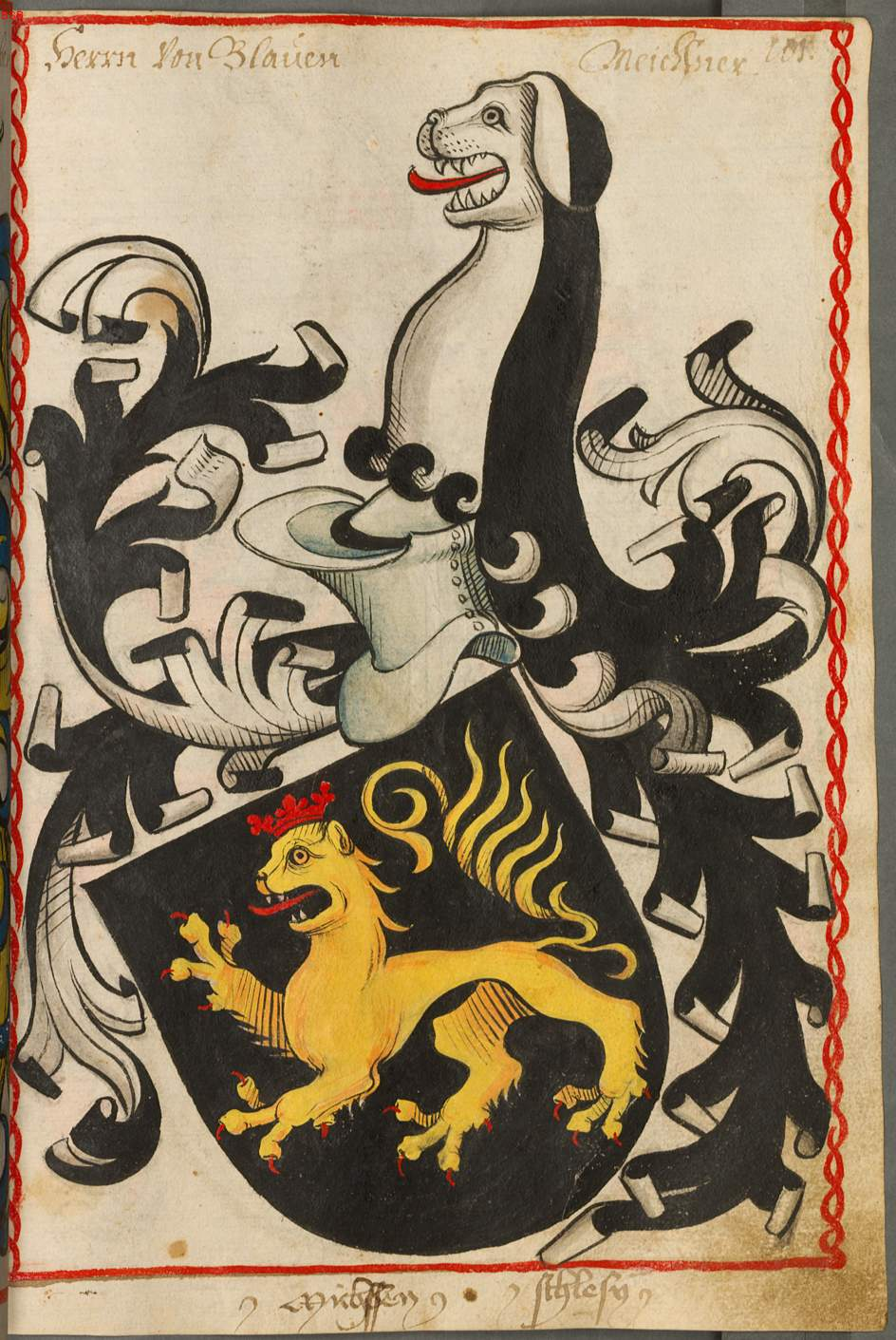
Escudo de los Vögte o alguaciles de Plauen

Los Vögte de Plauen (a veces nombrados como Alguaciles o señores de Plauen, también mencionados con el nombre de su señorío, Señorío de Plauen) eran una familia noble alemana que gobernó durante mucho tiempo el Señorío de Plauen. Eran, como los Vögte de Gera, una línea ramificada de los Vögte de Weida. 
Una rama posterior de los Alguaciles de Plauen se convirtieron en burgraves de Meissen. Esta rama sobrevivió como la Casa de Reuss, una familia que gobernaría en distintos señoríos, condados y principados federales alemanes hasta 1918. El nombre Vogtland se debe a todas estas familias de Vögtes que habitaron y gobernaron en esa región durante la Edad Media.

## Etimología
La familia noble obtuvo su nombre por su ciudad de origen, Plauen, ubicada en la región del Vogtland, Turingia.

## Historia

### Origen

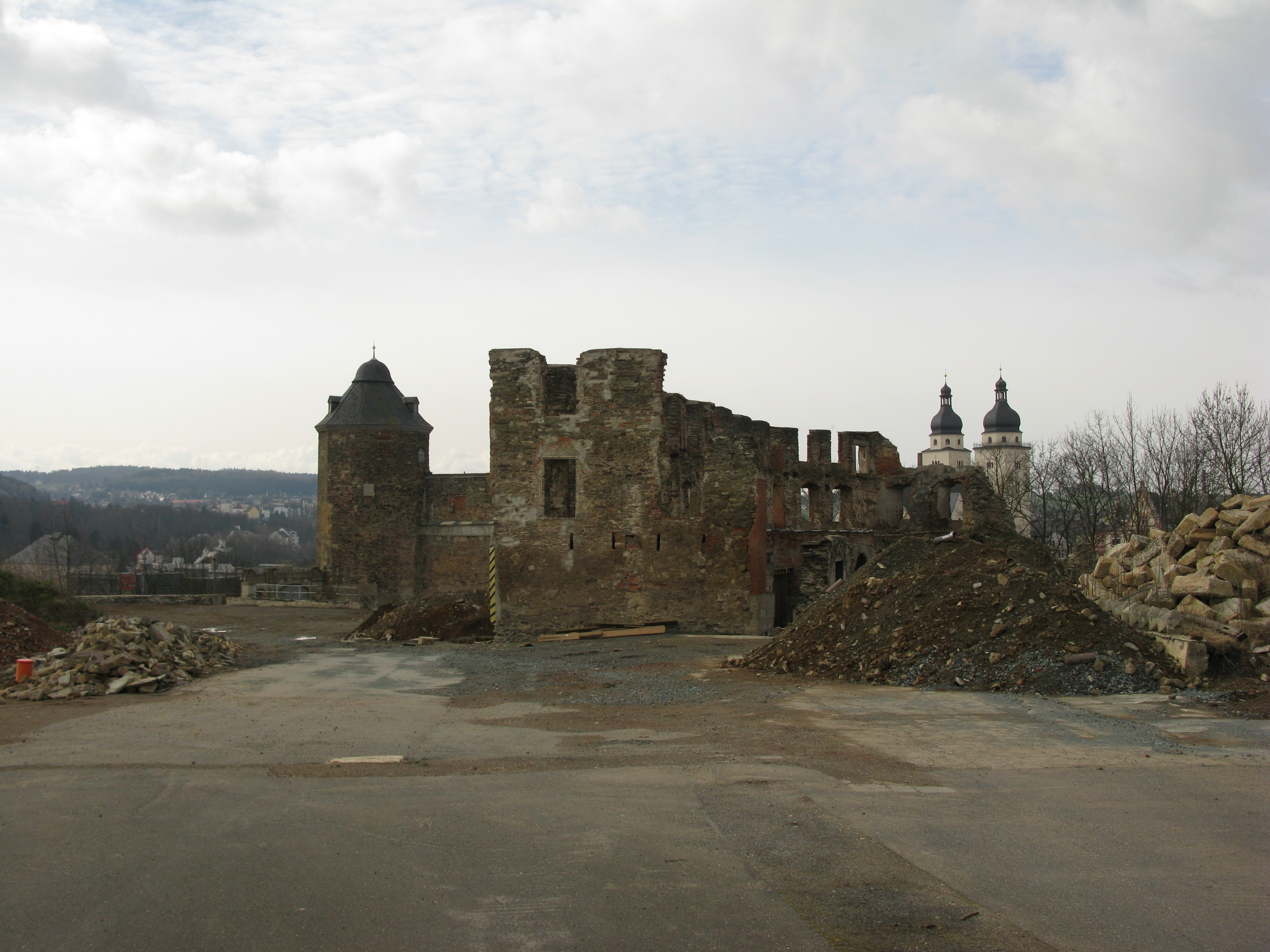
Ruinas del Castillo de Plauen

Los condes de Everstein (o Eberstein), que vinieron de Weserbergland, fundaron el Dobnagau alrededor de Plauen como localizadores a partir de alrededor del año 1100. Su primer castillo estaba en la roca Dobenau en el valle Sirena , luego construyeron un castillo en la esquina suroeste de la muralla de Plauen, cuyos restos son el actual Malzhaus. Los Ebersteiner cedieron Plauen a Enrique II “el Rico” († alrededor de 1209) de la familia de los Vögte de Weida. En el año 1236 Plauen aparece por primera vez en un documento como propiedad de los Vögte von Plauen. El nieto de Enrique, Enrique I de Plauen, construyó el Castillo de Plauen como su sede, porque hasta entonces los alguaciles de Plauen habían residido en Voigtsberg. El 25 de mayo de 1278, el gobernante anterior, el conde de Baja Sajonia Conrado de Everstein, llegó personalmente a Plauen y transfirió la ciudad de Plauen y el Gau Dobena a su cuñado, el Vogt Heinrich I. Sin embargo, Enrique evidentemente permaneció en una relación feudal laxa con el conde de Everstein. Su hijo mayor, Enrique II "el Bohemio", fundó la línea mayor de los Vögte de Plauen, Enrique Ruthenus, "el Ruso", fundó la línea más joven, la posterior Casa de Reuss.

### Vasallaje
Hasta mediados del siglo XIII, los jefes de toda la familia Vogt actuaron exteriormente de manera unificada y ampliaron su terra advocatorum (el territorio de los Vogt). Sin embargo, en el siglo XIV fueron víctimas de las ambiciones expansionistas de sus vecinos, los margraves de Meissen y los reyes de Bohemia: los linajes Vogt formaron alianzas con los dos vecinos, algunas de las cuales se dirigían entre sí. En 1327, la Casa de Plauen pasó a estar bajo el dominio feudal de Bohemia, mientras que los Vogt de Weida y Gera se unieron a los Wettin. En la Guerra de Vogtland de 1354-1357, los Vogt de Weida, Gera y Plauen perdieron la mayor parte de sus propiedades a manos del emperador Carlos IV y los Wettin.

### División de los Señores de Plauen y Reuss

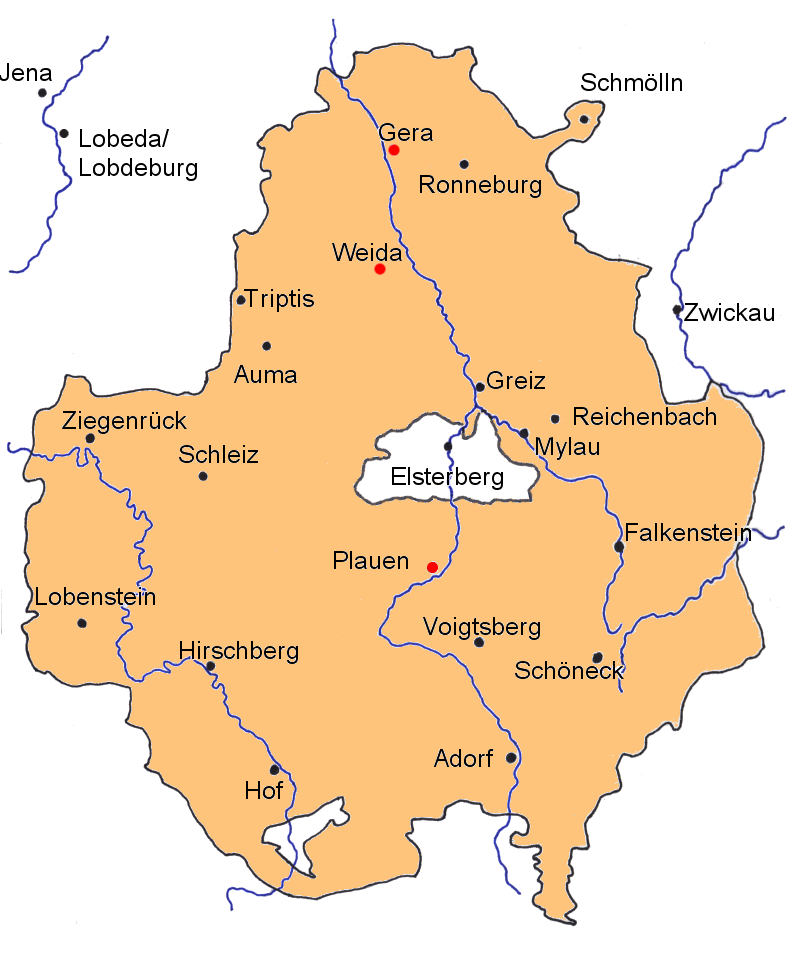
Territorio de las familias Vögte c. 1350

Los Vögte de Plauen descienden de la línea de los Vögte de Weida (extinta en 1531), al igual que la línea de los Vögte de Gera, que se extinguieron en 1550. La región de Vogtland toma su nombre de este gran clan de alguaciles. La línea de los Vögte de Plauen se dividió en los posteriores Burggraves de Plauen y los posteriores Condes y Príncipes de Reuss.
Los dos hijos de Enrique I, el primer Vogt de Plauen, que recibieron el nombre de sus esposas, son considerados los fundadores y homónimos de nuevas líneas. Enrique II, el hijo mayor, llamado "el Bohemio" († documentado hasta el 23 de abril de 1302), fue el fundador de la antigua línea de Plauen, de la que surgió la posterior línea de burgraves de Plauen.
Enrique Ruthenus, o Enrique el Ruso, († antes del 12 de diciembre de 1295) fundó la línea más joven. Sólo su hijo se hacía llamar Enrique II de Reuss. Con él, Reuss pasó a ser el apellido familiar en 1307. De esta línea surgió la posterior Casa Principesca de Reuss. Los homónimos de ambas líneas murieron antes que su padre, Enrique I de Plauen.
En 1306, el dominio de Plauen fue dividido entre los nietos de Enrique I en la línea más antigua, que llevó el título de Vogt de Plauen, y la línea más joven, que llevó el título de Vogt de Plauen hasta Greiz y desde entonces tuvo su sede en Greiz, de donde surgieron los "Reusses de Greiz y Gera".
Ya en 1378 los contemporáneos confundieron a los "Señores Reuss von Plauen" con los "Señores de Plauen" (estos últimos conocidos como Condes de Everstein).
La línea más antigua se extinguió con la muerte de Enrique VI de Plauen el 22 de enero de 1572. Su propiedad pasó a manos de los señores de Reuss.

## Soberanos de Plauen
- Enrique I de Plauen († después del 7 de marzo de 1303 / última mención documentada), Vogt de Plauen
- Enrique II el Bohemio, Vogt de Plauen (última mención documentada el 23 de abril de 1302)
- Enrique III el Alto, Vogt de Plauen (última mención documentada el 16 de febrero de 1347)

En 1348 el país fue dividido en las casas de Mühltroff (línea más antigua) y Plauen (línea más joven).

### Línea Mühltroff
- Enrique IV, Vogt de Plauen, señor de Mühltroff († antes del 8 de mayo de 1364), perdió Voigtsberg, Oelsnitz y Adorf ante los margraves de Meissen en la Guerra de Vogtland e intercambió con ellos sus propiedades restantes de Vogtland en 1357.
- Enrique VII, Vogt de Plauen, señor de Mühltroff († alrededor de 1380)
  - Su hijo mayor, Enrique el Viejo de Plauen (* alrededor de 1370; † 1429), Gran Maestre de la Orden Teutónica
  - Su hijo menor, Enrique el Joven de Plauen († alrededor de 1441), Caballero de la Orden Teutónica

### Línea Plauen
- Enrique V, Vogt de Plauen, († después del 12 de diciembre de 1356)
- Enrique VI (VIII.), Vogt y Señor de Plauen (documentado hasta el 25 de agosto de 1368/† alrededor de 1370), es el primero en llamarse Señor de Plauen, era el hermano menor de Enrique V de Plauen.
- Enrique IX, Señor de Plauen, posee Plauen como bohemio. Lehen und Auerbach Pausa, Gefell y Liebau como feudo de Turingia-Meissen, compra el señorío de Königswart en Bohemia en 1387, († alrededor de 1413)

### Burgraves de Meissen
- Enrique I de Plauen († 1446/47), primeramente llamado Enrique X de Plauen, como Enrique I, Burgrave de Meissen, Señor de Petschau y Königswart, Juez de la Corte del Sacro Imperio Romano Germánico, Gobernador Imperial en Eger, fue nombrado Burgrave de Meissen por el Rey Segismundo en 1426 después de la muerte de Enrique II (Meinheringer); Dado que las posesiones de Meissen de los extintos Meinheringer estaban ocupadas por el Elector sajón y el dominio de Hartenstein por los Schönburg , el Plauener nunca gobernó como burgrave, solo recibió el cargo de Frauenstein como feudo de Wettin y llevó el título de burgrave.
- Enrique II de Plauen († 1484), fue burgrave desde 1446/47, fue expulsado de Vogtland en 1466 porque estaba en guerra con los electores sajones y el rey de Bohemia.

En 1466, con la expulsión de Enrique II, terminó el dominio de los plauenos sobre los cargos de Plauen y Voigtsberg , que el elector sajón Ernesto recibió como feudo bohemio . Su hijo, Enrique III, renunció finalmente a sus pretensiones en favor de los Wettin en 1482 , pero conservó el derecho para él y sus descendientes a llevar el título de Burgrave de Meissen, lo que significaba un voto en la Dieta Imperial. Esto le fue concedido por el emperador Federico III. Confirmado en un documento en 1490.
- Enrique III von Plauen († 1519 en Neuhartenstein), gobernador de la Baja Lusacia, señor de Königswart y Petschau, fue, desde 1482, burgrave
- Enrique IV de Plauen (* 24 de agosto de 1510; † 19 de mayo de 1554), 1530 Schenk de Bohemia , 22 de enero de 1542 Canciller Supremo de la Corona de Bohemia, consejero real y chambelán del rey Fernando , recibió todo el Vogtland de 1547 a 1550, conquistó la ciudad y el distrito de Hof así como el distrito de Schauenburg en 1553/54
- Enrique V de Plauen (* 1533; † 1568), inicialmente gobernó en solitario, después de que Enrique VI alcanzara la mayoría de edad. Junto con él recibió las tierras heredadas, las posesiones de Bohemia durante la división del país en 1563, así como las oficinas de Plauen y Voigtsberg, que ya habían sido pignoradas a Sajonia en 1559, que ya no pudo canjear en 1563, en 1567 perdió las últimas posesiones de Bohemia
- Enrique VI von Plauen (* 1536; † 1572), recibió los señoríos de Schleiz, Lobenstein y Burg Posterstein, así como el Amt de Pausa cuando el país fue dividido.

Con la extinción de la antigua línea de los Vögte de Plauen en 1572, la familia de los Burgraves de Meissen llegó a su fin. Como los habitantes de Plauen nunca habían gobernado como burgraves, el título pasó a los electores de Sajonia.